# Simulium kachvoryanae
Simulium kachvoryanae is een muggensoort uit de familie van de kriebelmuggen (Simuliidae). De wetenschappelijke naam van de soort is voor het eerst geldig gepubliceerd in 1991 door Usova & Zinchenko.